# Clostridium termitidis
Il Clostridium termitidis è una specie di batterio appartenente alla famiglia delle Clostridiaceae.